# Cahuzac-sur-Vère

Cahuzac-sur-Vère este o comună în departamentul Tarn din sudul Franței. În 2009 avea o populație de 1.046 de locuitori.

## Evoluția populației
| An        | 1975  | 1982  | 1990  | 1999  | 2006  | 2009  |
| --------- | ----- | ----- | ----- | ----- | ----- | ----- |
| Populație | 1.166 | 1.053 | 1.074 | 1.027 | 1.023 | 1.046 |